# Maves
Maves – miejscowość i gmina we Francji, w Regionie Centralnym, w departamencie Loir-et-Cher.
Według danych na rok 1990 gminę zamieszkiwały 553 osoby, a gęstość zaludnienia wynosiła 17 osób/km² (wśród 1842 gmin Centre, Maves plasuje się na 642. miejscu pod względem liczby ludności, natomiast pod względem powierzchni na miejscu 294.).